# Universidad de Prairie View A&M
La Universidad de Prairie View A&M (Prairie View A&M University) es una universidad pública ubicada en Prairie View, Texas, y es miembro del Sistema Universitario Texas A&M. La universidad fue fundada en 1876 y es la segunda universidad más antigua del Estado de Texas con una sólida reputación en la formación de ingenieros, personal para la enfermería y educadores. La universidad, que se abrevia por el inglés como PVAMU, ofrece 50 titulaciones de grado, 37 másteres y 4 doctorados en sus nueve facultades y escuelas. La Universidad es célebre además por la excelencia educativa, la investigación y los servicios. Por otra parte, tiene una gran tradición militar de la cual han egresado destacados oficiales negros tanto para el ejército como para la marina.

## Historia
En 1876 la Legislatura XV de Texas con atribuciones para la consección de tierras destinadas a la educación, autorizó al Colegio de Agricultura y Mecánica para el beneficio de la juventud negra integrarse al Colegio de Agricultura y Mecánica de Texas, hoy conocido como la Universidad de Texas A&M. El gobernador de Texas, Richard Hubbard, delegó una comisión de tres hombres entre los cuales Ashbel Smith, un hombre con una larga tradición de apoyo a la educación pública. Los comisionados compraron la Plantación Alta Vista cercana a Hempstead en el condado de Waller, Texas, por la suma de 15 000 $ y la convirtieron en una escuela profesional. El presidente de Texas A&M, Thomas S. Gathright, seleccionó a L.W. Minor de Misisipi como su primer decano y el 11 de marzo de 1878 ocho jóvenes afroamericanos se inscribieron en lo que inicialmente fue llamado el Colegio Agrícola de Alta Vista. Los primeros estudiantes tenían que pagar una cuota de 130 dólares que incluía nueve meses de instrucción, estadía y un uniforme.
En 1879, como la institución tenía dificultades en encontrar fondos para su sostenimiento, el gobernador Oran Roberts sugirió cerrar la escuela, pero Barnas Sears, un agente para la Fundación Peabody, persuadió a la XVI Legislatura de Texas de crear capítulos para la capacitación de educadores en dos escuelas y una de ellas se llamaba el Instituto Prairie View Normal. La administración del Colegio Texas A&M se reunió en Hempstead en agosto de 1879 y estableció trece materias elementales y secundarias para fundar el instituto de coeducación. Las mujeres podían estar internas en la casa de la plantación, desde ese momento llamada Kirby Hall y los varones podían residir en una capilla-dormitorio llamada Pickett Hall. Entre los primeros facultados que se anotaron en la nueva escuela estaba E.H. Anderson. En 1882 una fuerte tormenta dañó el Pickett Hall, que coincidió con la escasez de fondos. El encargado de las finanzas del Estado de Texas, William M. Brown, rehusó pagar las deudas de la escuela de los fondos estatales para universidad, por lo cual el gobernador Roberts solicitó dinero de comerciantes. E.H. Anderson murió en 1885 y su hermano L.C. Anderson fue el siguiente decano.
En 1887 la Legislatura agregó un departamento de agricultura y mecánica, lo que hizo que el centro recuperara su misión inicial.

## Academia
La universidad ofrece una amplia gama de programas académicos a través de las diferentes unidades administrativas:
- Escuela de agricultura.
- Escuela de ciencias sociales.
- Escuela de arquitectura.
- Escuela de artes.
- Escuela de ciencias.
- Escuela de educación.
- Escuela de ingeniería.
- Escuela de justicia juvenil.
- Escuela de psicología.
- Escuela de enfermería.

## Deportes
Los equipos deportivos de la universidad son conocidos como "panteras" y los colores de los equipos son púrpura y oro. La universidad hace parte de la Conferencia Atlética Suroccidental de los Estados Unidos (SWAC en su sigla inglesa) y es miembro de la División Occidental de la SWAC cuando la conferencia es dividida. Los equipos universitarios compiten en la División NCAA I-AA de fútbol y en la I División en los demás deportes. El equipo de fútbol tuvo un récord de 86 partidos perdidos de manera consecutiva entre 1983 y 1988, pero el 10 de noviembre de 2007 obtuvo su primera sesión de triunfos desde 1976 con una victoria de 30 sobre 27 venciendo a su tradicional y poderoso rival de la Universidad Estatal de Jackson. Los deportes masculinos incluyen basquetbol, béisbol, fútbol, golf, tenis, softball y voleibol, entre otros. 
El equipo femenino de baloncesto recibió una gran atención en el panorama nacional en 2005 con el nombre de Cynthia Cooper como la principal entrenadora de baloncesto. Cooper se destaca por su experiencia, conocimiento y capacidad en los programas de balocensto femenino. En su segunda temporada como entrenadora, Cooper llevó al equipo "Panteras femeninas" (Lady Panthers) a la victoria en el Torneo de la NCAA. Las mujeres han tenido más triunfos que los varones en el campo deportivo: en 1974 y en 1976 el equipo de campismo ganó el campeonato nacional de la AIAW.